# سیدی قاسم
سیدی قاسم (به عربی: سيدي قاسم) در مراکش با جمعیت ۷۴٬۰۶۲ نفر است که در غرب شرارده بنی حسین واقع شده‌است.